# إيبيرانجا بروك
إيبيرانجا بروك هو نهر بولاية ساو باولو في جنوب شرق البرازيل، والمعروف تاريخيا باسم المكان الذي أعلن فيه دوم بيدرو الأول استقلال البرازيل عن المملكة المتحدة للبرتغال والبرازيل والغرب.
اسمها مشتق من كلمات التوبية: "Y"، والتي تعني الماء أو النهر، و «بيرانجا»، والتي تعني اللون الأحمر. وهو مذكور أيضًا في النشيد الوطني للبلاد.

## اعلان الاستقلال

الأمير بيدرو يعلن استقلال البرازيل في 7 سبتمبر 1822. لوحة (الاستقلال أو الموت) (1888) ، رسم زيتي على قماش اللوحة بقلم بيدرو أميريكو.

في 2 سبتمبر 1822، وصل مرسوم بمطالب لشبونة إلى ريو دي جانيرو، بينما كان الأمير بيدرو في ساو باولو. التقت الأميرة ماريا ليوبولدينا، بصفتها الأميرة ريجنت، بمجلس الوزراء وقررت أن ترسل إلى زوجها خطابًا تنصحه بإعلان استقلال البرازيل. وصلت الرسالة إلى الأمير بيدرو في 7 سبتمبر 1822. في نفس اليوم، وفي مشهد مشهور على شاطئ إيبيرانجا بروك، أعلن استقلال البلاد، منهيًا 322 عامًا من الهيمنة الاستعمارية البرتغالية على البرازيل. وفقًا للصحفي لورنتينو غوميز، الذي كتب كتابًا عن الحدث، 1822 ، لم يستطع الأمير بيدرو «انتظار وصوله إلى ساو باولو للإعلان عن القرار»؛  كان بيدرو «رجلًا متهورًا في قراراته، لكن كان لديه شخصية القائد التي احتاجتها البرازيل في ذلك الوقت، لأنه لم يكن هناك وقت للتفكير». 

## روابط خارجية
- وزارة النقل البرازيلية[وصلة مكسورة]